# Tamarisk Country Club
De Tamarisk Country Club is een countryclub in de Verenigde Staten. De club werd opgericht in 1952 door een aantal filmacteurs en komieken, onder anderen Danny Kaye, Jack Benny, George Burns en vier van de Marx Brothers (Groucho, Harpo, Gummo en Zeppo). De club bevindt zich in Rancho Mirage, Californië. De club beschikt over een 18-holes golfbaan met een par van 72 en werd ontworpen door de golfbaanarchitect William Bell.
Naast een golfbaan, biedt de club ook zes tennisbanen, waarvan twee hardcourt- en vier tapijtbanen, aan.

## Golftoernooien
Voor de heren is de lengte van de golfbaan 6404 m met een par van 72. De course rating is 73,7 en de slope rating is 131.
- Bob Hope Classic: 1960-1963, 1969, 1971, 1973, 1975, 1977, 1979, 1981, 1983, 1990, 1993, 1996, 1999 & 2002